# Vilamaniscle (kommunhuvudort)
Vilamaniscle är en kommunhuvudort i Spanien.   Den ligger i provinsen Província de Girona och regionen Katalonien, i den östra delen av landet, 600 km öster om huvudstaden Madrid. Vilamaniscle ligger 156 meter över havet och antalet invånare är 170.
Terrängen runt Vilamaniscle är kuperad åt nordost, men åt sydväst är den platt. Terrängen runt Vilamaniscle sluttar söderut. Runt Vilamaniscle är det ganska tätbefolkat, med 111 invånare per kvadratkilometer. Närmaste större samhälle är Figueres, 14,9 km sydväst om Vilamaniscle. 